# Hovea acanthoclada
Hovea acanthoclada är en ärtväxtart som beskrevs av Ferdinand von Mueller. Hovea acanthoclada ingår i släktet Hovea och familjen ärtväxter. Inga underarter finns listade i Catalogue of Life.